# Олов'яна іграшка
«Олов'яна іграшка» (англ. Tin Toy) — комп'ютерний короткометражний, 3-D анімаційний фільм 1988 року. Стрічку створив режисер, художник та аніматор Джон Лассетер на студії Pixar. За сюжетом маленька олов'яна іграшка Тінні (англ. Tinny): людина-оркестр, щойно куплена — з'являється у будинку дитини, що вкрай безтурботно ставиться до своїх іграшок.
Перший 3-D анімаційний комп'ютерний фільм в історії, який здобув нагороду Американської кіноакадемії.

## Ідея
Джон Лассетер

## Сцена
З перших кадрів фільму, ми бачимо олов'яну іграшку Тінні що стоїть посеред кімнати. Відразу впадає у вічі іграшка щойно з магазину — камера показує коробку з якої її було розпаковано, паперовий пакет лежить поряд. Сам Тінні — людина-оркестр і він у захваті від того, що нею буде гратися дитина, оскільки сенс існування для іграшки лише в тому щоб нею гралися діти. Хоча дитина може перетворитися на монстра, якщо ти іграшка: ці слюні, бешкети, і, врешті-решт: втеча під диван. На нового незнайомця перелякано озираються давні мешканці цієї гральної кімнати — іграшки, які нажахані самою думкою про можливу гру з цим "монстром" і тихесенько тремтять у темноті. Та Тінні розуміє, що тільки у грі із дитиною і є сенс його життя — він повертається до немовляти. Проте, сама малеча знаходить нову іграшку — пакет в якому принесли нову іграшку.

## Тло
Компанія Pixar була утворена у січні 1986 року як високотехнологічна комп'ютерна компанія що займалася створенням надпотужного графічного комп’ютера який отримав назву: Pixar Image Computer (РІС) та програмного забезпечення для обробки графіки. Співзасновник компанії Стів Джобс, який нещодавно залишив компанію Apple Computers, інвестував у Графічну групу компанії Lucasfilm 10 млн. $, яку очолював доктор Едвін Кетмелл та Елві Рей Сміт, поклавши, таким чином, початок компанії Pixar.
Від Джобса компанія отримувала гроші, тоді як Кетмелл і Сміт могли зберегти групу ентузіастів з комп'ютерної графіки яку вони створили. Головним завданням для них стає створення й продаж РІС, а також розробка програмного забезпечення яке згодом отримає назву RenderMan.
В цю групу також входив Джон Лассетер, художник-аніматор який не був спеціалістом з комп'ютерної графіки, натомість він обіймав посаду: «дизайнер інтерфейсу». До його заслуг входить – створення дизайну системного блоку комп'ютера Pixar Image Computer, але головним його завданням було створення короткометражних базованих на останніх розробках компанії, графічних фільмів, що презентували як саму компанію Pixar, так і її обладнання та програми. Так, перший короткометражний анімаційний фільм Pixar – «Люксо-молодший» отримав позитивні відгуки на спеціалізованій комп’ютерній виставці SIGGRAPH та був номінований на премію Кіноакадемії – «Оскар» 1987 р.
Попри значні досягнення компанії у розробці комп'ютерної графіки як такої, продажі комп'ютера Pixar йшли вкрай погано, його купували переважно університети, медичні установи й спецслужби.Джобс постійно втрачав гроші оскільки компанія не приносила прибутків. Тому він із Кетмеллом і розробили план зі скорочення видатків на утримання компанії й в ньому передбачалося значне скорочення персоналу. Цю нараду назвали: «найтяжча нарада серед тих які були» тривала ця нарада чотири години в ній обговорювалися скорочення персоналу. В кінці наради, вже коли Стів Джобс збирався йти йому нагадали про важливість створення нового анімаційного ролика для комп’ютерної виставки – Білл Адамс перший заговорив про це, акцентуючи на тому, що компанія повинна виділити фінансування для виробництва фільму, який би сприяв продажу обладнання, а також нової програми RenderMan. Складність цього питання полягала в тому, що сума потрібна для створення анімаційного фільму була ідентичною то тієї яку він скоротив. Стів попрохав показати йому розкадрування фільму, що Лассетер і зробив із притаманною йому пристрастю до справи. Джобс погодився фінансувати фільм, єдине що він сказав: «Все, що я тебе прошу, Джоне, зроби це класно» 

## Виробництво

Джон Лассетер за створенням Тінні

Восени 1987 р., анімаційна команда Pixar зібралася для створення нового програмного забезпечення, яке повністю призначалося для роботи з анімацією комп'ютерного зображення. На ній було вирішено створити першу програму «Моделювання навколишнього середовища» ("modeling Environment"), перша програма, спеціально розроблена для полегшення робочого процесу аніматора. Вона відокремлює різні фази анімації (моделювання, анімація й освітлення), і отримала назву: Puppets (ляльки). Біл Рівз у якого щойно народилася донька, запропонував ідею: створити короткометражний фільм у якому б була присутня дитина.
З іншого боку, Джон Лассетер, був під враженням від спостереження за власним племінником, який будь-що, що втрапляло до його рук, прагнув засунути собі до рота. Джон сказав: «З погляду іграшки – дитина, напевно, мусить здаватися страшним монстром!»
Історія розповідала про Лассетерову любов до класичних іграшок. Його надихнув візит до музею олов'яної іграшки що Джон відвідав 1987 року у японському місті Йокогама. Історія повинна була б розповідатися від імені іграшки Тінні – людиною-оркестром, що вперше зустрічається із дитиною. Тінні зачаровується дитиною, проте саме немовля починає вкрай вульгарно ставитись до нього. Він із жахом втікає від нього під диван, де знаходить цілу купу наляканих іграшок, що з острахом дивляться на нього. Та почувши як немовля падає та починає плакати, Тінні повертається до нього.
Так само як і «Люксо-молодший», «Олов’яна іграшка» базувалася на власних спостереженнях Лассетера за дітьми друзів. Та на відміну від «Люксо», Джон поставив амбітніше завдання: імітувати міміку немовляти, ще невпевнені рухи, постійні зміни настрою.
З технічного боку, офіційно фільм був випробуванням програмного забезпечення PhotoRealistic RenderMan. Його створювали на спеціальному комп’ютері RM-1, який ніколи офіційно не продавався. Так само як і в попередніх фільмах Pixar – «Люксо-молодший» та «Мріях Реда», це був шанс для Джона Лассетера здійснити його давню мрію: підняти анімовану історію на якісно новий рівень.
Немовля виявилося дуже складним об'єктом для анімації, бракувало потужності тогочасних комп'ютерів. Крім того, розвиток графіки не дозволяв повноцінно анімувати дитяче обличчя – воно було схоже більше на лице людини середніх років. Врешті-решт, команді вдалося поліпшити модель Біллі (так почали називати дитину самі аніматори), проте його шкіра, на вигляд була мов пластик. Коли він рухався – тіло не здавалося природним, а підгузок здавався зроблений із цементу. Все ж таки, ці нюанси були компромісом між обмеженим часом за який потрібно було створити фільм, та розвитком технологій того часу.

## Прем'єра
Попри те, що Лассетер та його помічники навіть ночували на студії, їм не вдалося закінчити фільм до виставки SIGGRAPH яка проходила у серпні 1988. Аудиторії презентували незакінчений фільм – 3/5 від загальної довжини, до моменту коли Тінні ховається нажаханий у власній коробці
Хоч фільм і не був закінченим, аудиторія виставки, що складалася зі спеціалістів в комп’ютерній графіці – вибухнула оплесками.
«Попри те, що фільм був не закінченим -- всі були вражені» — згадував Ральф Гугенхайм (Ralph Guggenheim)
Всі позитивні відгуки стосовно «Олов'яної іграшки» зводилися до високої оцінки у створенні інновацій і технологій та поєднанні їх із мистецтвом. Так, Люк Бонанно (Luke Bonanno) назвав його одним із найкращих фільмів Pixar, інші говорили про «унаочнення прояву нового мистецтва». Високо оцінили здатність комп’ютер творення анімації тривалістю у кілька хвилин і: «можливість охопити ним увесь спектр емоцій які відчуває іграшка коли нею користується дитина.»
Критичні зауваження зосереджувалися на передачу комп’ютером немовляти, та його моделі у фільмі, так Біллі назвали: «найстрашнішою і найтривожнішою частиною анімаційного фільму за всю історію цього жанру.» Навіть, неприйняття, певний час, використання комп’ютерів у виробництва кінофільмів, була пов’язана з поганою анімацією дитини у фільмі.
«Олов’яна іграшка» здобула нагороду Кіноакадемії – «Оскар»: за найкращий короткометражний анімаційний фільм, у 1989 році на 61-й церемонії вручення нагород Академії й став першим комп'ютерним короткометражним анімаційним фільмом який отримав цю престижну нагороду. З цією нагородою, фільм вийшов за межі вузького кола спеціалістів з комп’ютерної графіки та обладнання й заявив про себе, як про новий вид мистецтва. Так аніматор Вільям Літтліджон (William Littlejohn) відзначив, що «Олов’яна іграшка» — потенціал для молодих творчих особистостей. Нью-Йорк Таймс (The New York Times) проголосила: «Цього разу реалізм був дивовижним, схожим на фотозображення, але з артистичною постановкою» Далі всіх пішов керівник анімаційних програм CalArts Роберт Вінквіст (Robert Winquist), він порадив аніматорам: «Покласти свої олівці й пензлі, та робити це по-новому.»
Фільм «Олов’яна іграшка» 2003 р., був відібраний в Національний реєстр фільмів Бібліотеки Конгресу США як витвір мистецтва «культурного, історичного чи естетичного значення»

## Книги
СТІВ ДЖОБС Волтер Айзексон К. «Брайт Букс», 2012.-624с. ISBN 978-966-2665-02-4
The Pixar Touch David A. Price Vintage Book NY.,2009. ISBN 978-0-307-27879-6
iCon Steve Jobs: The Greatest Second Act in the History of Business Jeffrey S. Young, William L.Simon, Published John Wiley & Sons Inc.2005. ISBN 100-471-78784-1